# 합성 지능
합성 지능(Synthetic intelligence, SI)은 인공지능의 대체/반대 용어로, 기계의 지능이 모방이나 어떤 식으로든 인공적일 필요가 없으며, 진정한 형태의 지능일 수 있음을 강조한다. 존 하우겔란트는 모조 다이아몬드와 합성 다이아몬드의 비유를 제시하는데, 합성 다이아몬드만이 진정한 다이아몬드라는 것이다. 합성이란 합성에 의해 생산된 것, 즉 여러 부분을 결합하여 전체를 형성하는 것을 의미하며, 구어적으로는 자연적으로 발생한 것의 인간이 만든 버전을 말한다. 따라서 "합성 지능"은 인간이 만든 것이거나 그렇게 보이지만, 시뮬레이션은 아니다.

## 정의
이 용어는 1986년 하우겔란트가 그때까지의 인공지능 연구를 묘사하는 데 사용했으며, 그는 이를 "구식 인공지능" 또는 "GOFAI"라고 불렀다. 인공지능의 1세대 연구자들은 자신들의 기술이 기계에서 실제 인간과 같은 지능으로 이어질 것이라고 굳게 믿었다. 첫 번째 AI 겨울 이후, 많은 인공지능 연구자들은 인공 일반 지능에서 기계 학습과 같이 특정 개별 문제에 대한 해결책을 찾는 것으로 초점을 옮겼는데, 일부 대중적인 자료에서는 이러한 접근 방식을 "약한 AI" 또는 "응용 AI"라고 부른다.
"합성 인공지능"이라는 용어는 이제 이 분야의 연구자들이 자신의 작업(하위 기호, 출현, Psi-Theory, 또는 "진정한" 지능을 정의하고 생성하기 위한 기타 비교적 새로운 방법 사용)을 이전 시도, 특히 GOFAI 또는 약한 인공지능과 구별하기 위해 때때로 사용한다.
자료마다 "모방된" 지능과 대조되는 "진정한" 지능이 정확히 무엇을 구성하는지에 대해 의견이 일치하지 않으며, 따라서 인공지능과 합성 지능 사이에 의미 있는 구별이 있는지에 대해서도 의견이 일치하지 않는다. 러셀과 노빅은 이 예를 제시한다.
1. "기계는 날 수 있는가?" 답은 예, 비행기가 날기 때문이다.
2. "기계는 수영할 수 있는가?" 답은 아니오, 잠수함은 수영하지 않기 때문이다.
3. "기계는 생각할 수 있는가?" 이 질문은 첫 번째와 같은가, 아니면 두 번째와 같은가?

드루 맥더못은 "생각한다"는 것을 "날다"와 같이 해석해야 한다고 굳게 믿는다. 전자 체스 챔피언 딥 블루에 대해 논하면서 그는 "딥 블루가 체스에 대해 진정으로 생각하지 않는다고 말하는 것은 비행기가 날개를 퍼덕거리지 않는다고 해서 진정으로 날지 않는다고 말하는 것과 같다"고 주장한다. 에츠허르 데이크스트라는 일부 사람들이 "기계가 생각할 수 있는지 여부의 질문이 잠수함이 수영할 수 있는지 여부의 질문만큼이나 관련성이 있다고" 생각한다는 데 동의한다.
반면에 존 설은 생각하는 기계는 기껏해야 시뮬레이션일 뿐이라고 제안하며, "누구도 5단계 화재의 컴퓨터 시뮬레이션이 이웃을 태워버리거나 빗속의 컴퓨터 시뮬레이션이 우리 모두를 흠뻑 젖게 할 것이라고 가정하지 않는다"고 썼다. 시뮬레이션된 마음과 실제 마음의 본질적인 차이는 그의 중국어 방 논증의 핵심 요점 중 하나이다.
대니얼 데닛은 이것이 기본적으로 의미론에 대한 의견 불일치이며, 인공지능 철학의 핵심 질문과는 거리가 멀다고 믿는다. 그는 샤토 라투르의 화학적으로 완벽한 모방조차도 여전히 가짜이지만, 어떤 보드카든지 누가 만들었든 진짜라고 지적한다. 마찬가지로, 오리지널 피카소의 완벽한, 분자 단위의 재현은 "위조품"으로 간주되지만, 코카콜라 로고의 어떤 이미지든 완전히 진짜이며 상표법의 적용을 받는다. 러셀과 노빅은 다음과 같이 논평한다. "일부 경우에는 인공물의 행동이 중요하고, 다른 경우에는 인공물의 출신이 중요하다는 결론을 내릴 수 있다. 어느 경우가 어느 경우에 중요한지는 관습의 문제인 것 같다. 그러나 인공적인 마음에 대해서는 관습이 없다."

## 같이 보기
- 인공지능
- AI-완전
- 시뮬레이션된 현실
- 합성생물학

## 내용주
1. 1 2 3  Haugeland 1985, 255쪽.
2. ↑  Poole, Mackworth & Goebel 1998, 1쪽.
3. ↑  Berry, David M. (2025년 3월 19일). 《Synthetic media and computational capitalism: towards a critical theory of artificial intelligence》. 《AI & Society》 (영어). arXiv:2503.18976. doi:10.1007/s00146-025-02265-2. ISSN 1435-5655.
4. ↑  Haugeland 1985, 3쪽.
5. ↑  “Artificial Intelligence – strong and weak”. 《I Programmer》.
6. ↑  Imagination Engines, Inc., Home of the Creativity Machine
7. ↑  Principles of Synthetic Intelligence: PSI : an Architecture of Motivated ... – Joscha Bach – Google Books
8. ↑  Russell & Norvig 2003, 948쪽.
9. ↑  McDermott 1997.
10. ↑  “How Intelligent is Deep Blue?”. 2019년 3월 15일에 확인함.
11. ↑  Dijkstra 1986.
12. ↑  Searle 1980, 12쪽.
13. ↑  Dennett 1978, 197쪽.
14. ↑  Russell & Norvig 2003, 954쪽.